# France aux Jeux olympiques d'été de 2004

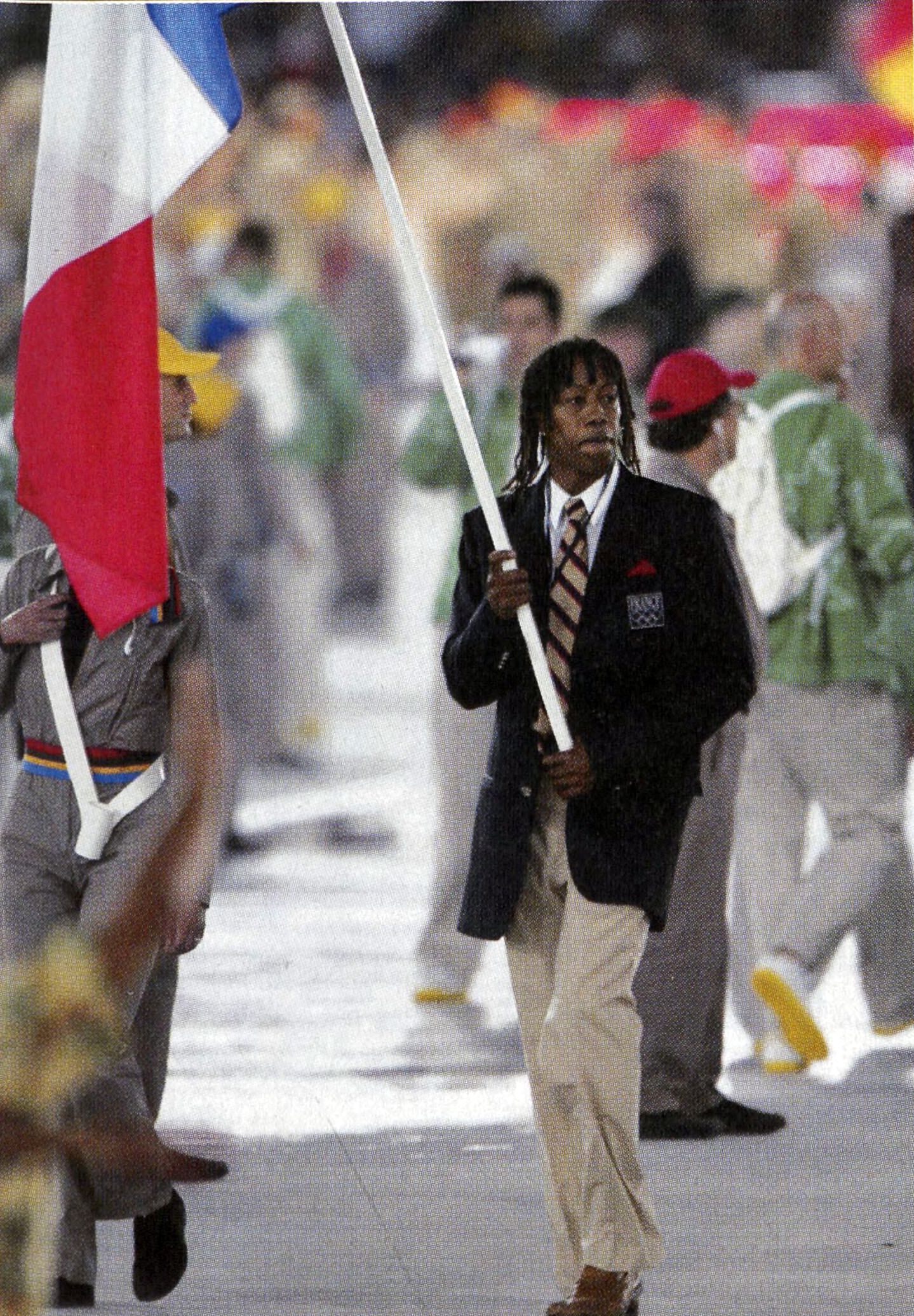
Jackson Richardson, porte-drapeau de la délégation française.

L'équipe de France olympique participe aux Jeux olympiques d'été de 2004 à Athènes. Elle y remporte trente-trois médailles : onze en or, neuf en argent et treize en bronze, se situant à la septième place des nations au tableau des médailles. Le handballeur Jackson Richardson est le porte-drapeau d'une délégation française comptant 315 sportifs (201 hommes et 114 femmes).

## Bilan général
La France a remporté 33 médailles (11 en or, 9 en argent, 13 en bronze) lors de ces Jeux olympiques d'été de 2004. Les sportives françaises en ont rapporté 16 tandis que leurs homologues hommes ramenaient 17. Au total, ce sont 48 sportifs qui rentrent d'Athènes avec les honneurs de la médaille. Avec ce score, la France se situe à la 7e place des nations au tableau des médailles (2e pays de l'Union européenne derrière l’Allemagne). La France a participé à 89 épreuves sur 301, et dans 23 disciplines sur 28. Elle a été médaillée dans 14 sports et totalise 98 places de finalistes.
| Place | Sport       | Médaille d'or, Jeux olympiques | Médaille d'argent, Jeux olympiques | Médaille de bronze, Jeux olympiques | Total | Rang pays |
| 1     | Escrime     | 3                              | 1                                  | 2                                   | 6     | 2e        |
| 2     | Canoë-Kayak | 2                              | 0                                  | 1                                   | 3     | 4e        |
| 3     | Natation    | 1                              | 2                                  | 3                                   | 6     | 6e        |
| 4     | Cyclisme    | 1                              | 1                                  | 1                                   | 3     | 6e        |
| 5     | Aviron      | 1                              | 1                                  | 0                                   | 2     | 5e        |
| 6     | Voile       | 1                              | 0                                  | 1                                   | 2     | 7e        |
| 7     | Equitation  | 1                              | 0                                  | 0                                   | 1     | 4e        |
| 7     | Gymnastique | 1                              | 0                                  | 0                                   | 1     | 11e       |
| 9     | Taekwondo   | 0                              | 1                                  | 1                                   | 2     | 7e        |
| 10    | Boxe        | 0                              | 1                                  | 0                                   | 1     | 8e        |
| 10    | Judo        | 0                              | 1                                  | 0                                   | 1     | 11e       |
| 10    | Tennis      | 0                              | 1                                  | 0                                   | 1     | 4e        |
| 13    | Athlétisme  | 0                              | 0                                  | 2                                   | 2     | 33e       |
| 13    | Lutte       | 0                              | 0                                  | 2                                   | 2     | 19e       |
| Total | Total       | 11                             | 9                                  | 13                                  | 33    | 7e        |

## Liste des médaillés français
Deux sports obtiennent près du tiers des médailles de la délégation française : l'escrime (6 dont 3 en or) et la natation (6 dont la nageuse Laure Manaudou qui monte sur le podium à trois reprises). La voile française renoue avec les podiums (1 or et 1 bronze). La gymnastique obtient sa 1re médaille d’or féminine, tout comme la lutte, discipline nouvellement inscrite au programme olympique.

### Médailles d'or

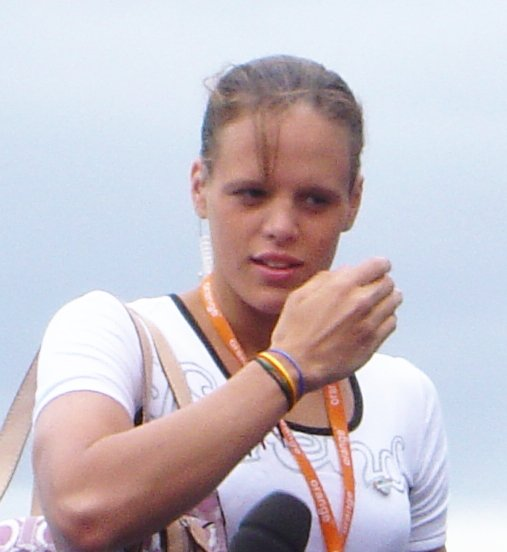
Laure Manaudou

| Sport               | Discipline                   | Sportifs                                                                   | Performance   |
| Médailles d'or : 11 |                              |                                                                            |               |
| Aviron              | Deux de couple (H)           | Adrien Hardy Sébastien Vieilledent                                         | 6 min 29 s 00 |
| Canoë-Kayak         | Slalom C1 (H)                | Tony Estanguet                                                             | 3 min 09 s 16 |
| Canoë-Kayak         | Slalom K1 (H)                | Benoît Peschier                                                            | 3 min 07 s 96 |
| Équitation          | Concours complet par équipes | Didier Courrèges Jean Teulère Nicolas Touzaint Arnaud Boiteau Cédric Lyard | 140 points    |
| Escrime             | Fleuret (H)                  | Brice Guyart                                                               |               |
| Escrime             | Sabre par équipes (H)        | Damien Touya Gaël Touya Julien Pillet                                      |               |
| Escrime             | Épée par équipes (H)         | Hugues Obry Érik Boisse Fabrice Jeannet Jérôme Jeannet                     |               |
| Gymnastique         | Barres asymétriques (F)      | Émilie Le Pennec                                                           | 9,680         |
| Natation            | 400 m nage libre (F)         | Laure Manaudou                                                             | 4 min 05 s 34 |
| Voile               | Planche à voile (F)          | Faustine Merret                                                            | 31 points     |
| VTT                 | Cross-Country masculin       | Julien Absalon                                                             | 3 min 09 s 16 |

### Médailles d'argent

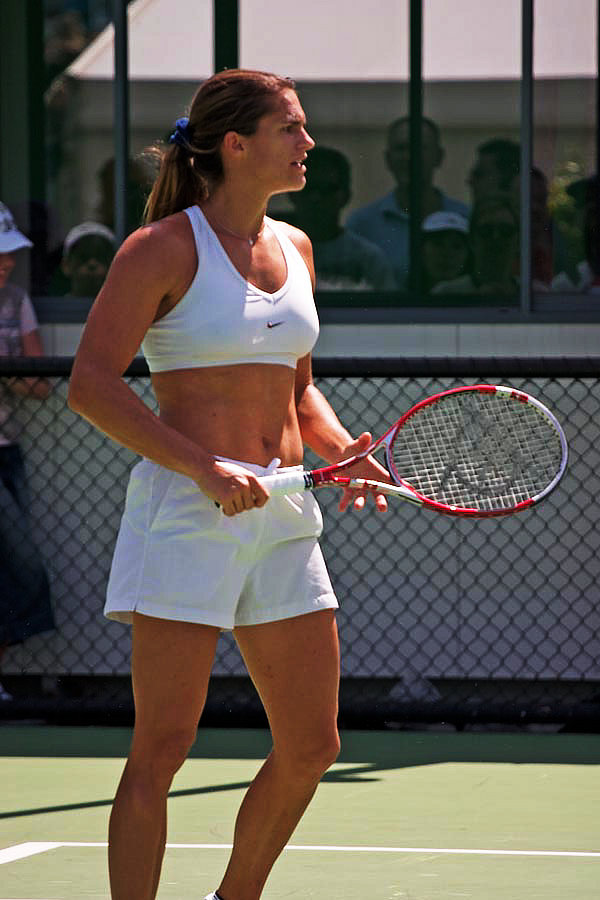
Amélie Mauresmo

| Sport                  | Discipline                      | Sportifs                      | Performance    |
| Médailles d'argent : 9 |                                 |                               |                |
| Aviron                 | Deux de couple poids légers (H) | Pascal Touron Frédéric Dufour | 6 min 21 s 46  |
| Boxe                   | - 51 kg (H)                     | Jérôme Thomas                 |                |
| Cyclisme sur piste     | Kilomètre (H)                   | Arnaud Tournant               | 1 min 00 s 896 |
| Escrime                | Épée (F)                        | Laura Flessel-Colovic         |                |
| Judo                   | - 48 kg (F)                     | Frédérique Jossinet           |                |
| Natation               | 50 m nage libre (F)             | Malia Metella                 | 24 s 89        |
| Natation               | 800 m nage libre (F)            | Laure Manaudou                | 8 min 24 s 96  |
| Taekwondo              | + 67 kg (F)                     | Myriam Baverel                |                |
| Tennis                 | Simple (F)                      | Amélie Mauresmo               |                |

### Médailles de bronze

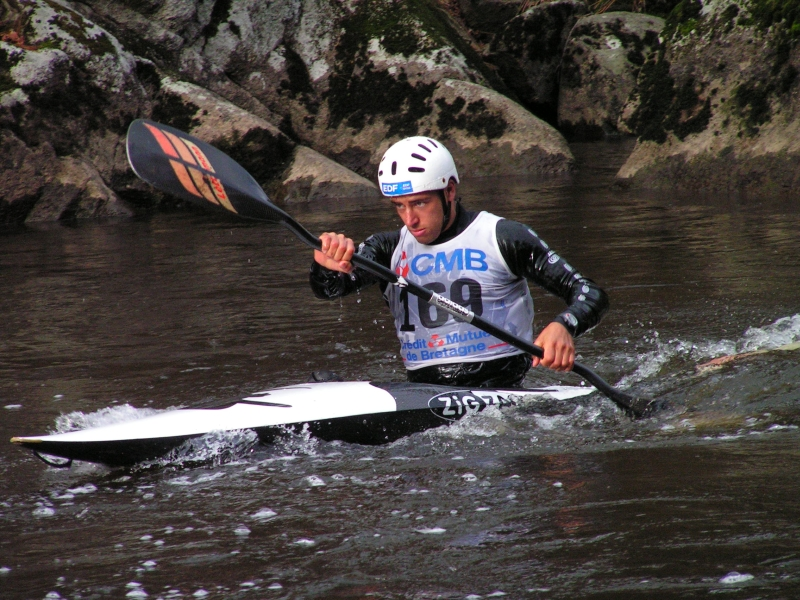
Fabien Lefevre

| Sport                    | Discipline              | Sportifs                                                                  | Performance   |
| Médailles de bronze : 13 |                         |                                                                           |               |
| Athlétisme               | 400 m haies (H)         | Naman Keita                                                               | 48 s 26       |
| Athlétisme               | 4 × 100 (F)             | Véronique Mang Muriel Hurtis Sylviane Félix Christine Arron               | 42 s 54       |
| Canoë-kayak              | Slalom K1 (H)           | Fabien Lefèvre                                                            | 3 min 10 s 99 |
| Cyclisme sur piste       | Vitesse par équipes (H) | Arnaud Tournant Laurent Gané Mickaël Bourgain                             | 44 s 359      |
| Escrime                  | Épée par équipes (F)    | Laura Flessel-Colovic Hajnalka Kiraly-Picot Maureen Nisima Sarah Daninthe |               |
| Escrime                  | Épée (F)                | Maureen Nisima                                                            |               |
| Lutte                    | Libre - 63 kg (F)       | Lise Legrand                                                              |               |
| Lutte                    | Libre - 55 kg (F)       | Anna Gomis                                                                |               |
| Natation                 | 100 m dos (F)           | Laure Manaudou                                                            | 1 min 00 s 88 |
| Natation                 | 100 m brasse (H)        | Hugues Duboscq                                                            | 1 min 00 s 88 |
| Natation                 | 200 m nage libre (F)    | Solenne Figuès                                                            | 1 min 58 s 45 |
| Taekwondo                | + 80 kg (H)             | Pascal Gentil                                                             |               |
| Voile                    | Classe star (H)         | Xavier Rohart Pascal Rambeau                                              | 54 points     |

## Engagés français par sport

### Athlétisme
| Épreuve           | Hommes | Femmes |
| ----------------- | --- | --- |
| 100 m             | Ronald Pognon : demi-finale, 10 s 32 (éliminé) Eddy De Lépine : 2e tour, pas au départ Aimé-Issa Nthépé : 1er tour, 10 s 67 (éliminé). | Christine Arron : demi-finale, 11 s 21 (éliminée) Véronique Mang : 2e tour, 11 s 39 (éliminée). |
| 200 m             | | Sylviane Félix : demi-finale, 22 s 91 (éliminée), (22 s 94 au 1er tour) Christine Arron : demi-finale, 23 s 05 (éliminée), (22 s 60 au 1er tour) Muriel Hurtis : 2e tour, 23 s 33 (éliminée), (22 s 77 au 1er tour). |
| 400 m             | Leslie Djhone : finale, 44 s 94 (7e place)                                                                                             | |
| 800 m             | Nicolas Aissat : demi-finale, 1 min 47 s 10 (éliminé) Florent Lacasse : 1er tour, 1 min 46 s 90 (éliminé).                             | Elisabeth Grousselle : demi-finale, 2 min 00 s 21 (éliminée). |
| 1 500 m           | Mehdi Baala : 1er tour, 3 min 46 s 06 (éliminé) Mounir Yemmouni : 1er tour, 3 min 51 s 08 (éliminé).                                   | Maria Martins : demi-finale, 4 min 12 s 76 (éliminée), (4 min 05 s 95 au 1er tour) Hind Dehiba : 1er tour, 4 min 07 s 96 (éliminée) Latifa Essarokh : 1er tour, 4 min 08 s 09 (éliminée).                            |
| 5 000 m           | | Margaret Maury : finale, 15 min 09 s 77 (11e place), (14 min 56 s 79 au 1er tour). |
| 10 000 m          | Ismaïl Sghyr : finale, 27 min 57 s 09 (8e place)                                                                                       | |
| Marathon          | El Hassan Lahssini : 2 h 19 min 50 s, (36e place) Driss El Himer : 2 h 29 min 07 s, (68e place).                                       | Corinne Raux : 2 h 35 min 54 s, (15e place) Hafida Gadi : 2 h 50 min 29 s, (52e place) Rakiya Maraoui Quetier : Abandon.                                                                                             |
| 100 m haies       | | Reina-Flor Okori : demi-finale, 12 s 81 (éliminée) Linda Ferga-Khodadin : 1er tour, 13 s 02 (éliminée) Nicole Ramalalanirina : 1ertour, 13 s 07 (éliminée).                                                          |
| 110 m haies       | Ladji Doucouré : finale, 13 s 76 (8e place).                                                                                           | |
| 400 m haies       | Naman Keita : finale, 48 s 26 (3e place)                                                                                               | |
| 3 000 m steeple   | Bouabdellah Tahri : finale, 8 min 14 s 26 (7e place) Vincent Le Dauphin : finale, 8 min 16 s 15 (10e place).                           | |
| Relais 4 × 100 m  | Aimé-Issa Nthépé, Ronald Pognon, Frédéric Krantz et David Alerte : 1er tour, 39 s 93 (éliminé).                                        | Véronique Mang, Muriel Hurtis, Sylviane Félix et Christine Arron : finale, 42 s 54 (3e place) |
| Relais 4 × 400 m  | Ahmed Douhou, Ibrahima Wade, Abderrahim El Haouzy et Leslie Djhone : 1er tour, 3 min 04 s 39 (éliminé).                                | |
| Saut en longueur  | Salim Sdiri : finale, 7,94 m (12e place) Kafétien Gomis : 1er tour, 7,99 m (éliminé) Yann Domenech : 1er tour, 7,73 m (éliminé).       | Eunice Barber : 1er tour, 6,37 m (éliminée). |
| Triple saut       | Julien Kapek : finale, 16,81 m (10e place) Karl Taillepierre : 1er tour, 15,50 m (éliminé).                                            | |
| Saut à la perche  | Romain Mesnil : 1er tour, 5,65 m (éliminé) Nicolas Guigon : 1er tour, 5,30 m (éliminé).                                                | Vanessa Boslak : finale, 4,40 m (6e place) Marie Poissonnier : 1er tour, 4,00 m (éliminée). |
| Lancer du javelot | David Brisseault : 1er, 71,86 m (éliminé)                                                                                              | |
| Lancer du poids   | | Laurence Manfredi : 17,78 m, 1er tour (éliminée). |
| Lancer du disque  | | Mélina Robert-Michon : 1er tour, 67,90 m (éliminée). |
| Lancer du marteau | | Manuela Montebrun : 1er tour, 67,90 m (éliminée). |
| 50 km marche      | Eddy Riva : 4 h 00 min 25 s (21e place) David Boulanger : 4 h 01 min 32 s (22e place) Denis Langlois : Abandon.                        | |
| Heptathlon        | | Marie Collonvillé : 6 279 points (7e place). |
| Décathlon         | Laurent Hernu : 8 237 points (7e place) Romain Barras : 8 067 points (13e place).                                                      | |

### Aviron
| Hommes | Femmes                                                                                                |
| --- | --- |
| Deux de couple - Sébastien Vieilledent - Adrien Hardy : 6 min 29 s 00 – médaille d’or Deux de couple poids léger - Frédéric Dufour - Pascal Touron : 6 min 21 s 46 – médaille d’argent Quatre de couple - Cédric Berrest, Jonathan Coeffic, · Frédéric Perrier, Xavier Philippe Huit - Jean-David Bernard, Laurent Cadot, Bastien Gallet, · Christophe Lattaignant, Jean-Baptiste Macquet, Donatien Mortelette, Anthony Perrot, Julien Peudecoeur, Bastien Ripoll | Deux sans barreur - Sophie Balmary - Virginie Chauvel Deux de couple - Gaëlle Buniet - Caroline Delas |

### Badminton
| Hommes | Mixte                                                                 | Femmes                                     |
| ------ | --------------------------------------------------------------------- | ------------------------------------------ |
|        | - Svetoslav Stoyanov et Victoria Wright : éliminés en 1/32 de finale. | - Pi Hongyan : éliminée en 1/32 de finale. |

### Boxe
| Hommes |
| --- |
| 48 kg - Redouane Asloum : 1er tour (éliminé) 51 kg - Jérôme Thomas : défaite en finale - médaille d’argent 54 kg - Ali Hallab : 1er tour (éliminé) 57 kg - Khedafi Djelkhir : 2e tour (éliminé) 64 kg - Willy Blain : quart de finale (éliminé) 69 kg - Xavier Noël : 2e tour (éliminé) |

### Canoë-Kayak
| Hommes | Femmes |
| --- | --- |
| C2 500 m : - Yannick Lavigne - José Lenoir : demi-finale, 13e place C2 1 000 m : - Yannick Lavigne - José Lenoir : demi-finale, 11e place K1 500 m : - Babak Amir-Tahmasseb : finale, 7e place K1 1 000 m : - Babak Amir Tahmasseb : demi-finale, 12e place C1 slalom : - Tony Estanguet : finale, 3 min 09 s 16 médaille d’or - Nicolas Peschier : éliminatoires, 14e place C2 slalom : - Philippe Quemerais -Yann le Pennec : finale, 5e place K1 slalom: - Benoît Peschier : finale, 3 min 07 s 96 médaille d’or - Fabien Lefèvre : finale, 3 min 10 s 99 médaille de bronze | K1 500 m : - Nathalie Marie : demi-finale, 16e place K2 500 m : - Anne-Laure Viard - Marie Delattre : demi-finale, 10e place K1 slalom : - Peggy Dickens : finale, 4e place |

### Cyclisme
| Hommes | Femmes |
| --- | --- |
| Route Course en ligne : - Thomas Voeckler : 20e place. - Laurent Brochard : 44e place. - Richard Virenque : 48e place. - Sylvain Chavanel : Abandon. - Christophe Moreau : Abandon. Contre-la-montre : - Christophe Moreau : 12e place. Piste Poursuite individuelle : - Fabien Sanchez : 1er tour, 6e place, éliminé. Poursuite par équipes : - Matthieu Ladagnous, Anthony Langella, Jérôme Neuville et Fabien Sanchez : éliminés au 1er tour, 7e place finale. Vitesse individuelle : - Laurent Gané : battu pour le match de la 3e place, 4e place finale. - Mickaël Bourgain : battu pour le match de la 7e place, 8e place finale. Vitesse par équipes : - Mickaël Bourgain, Laurent Gané et Arnaud Tournant : 3e place. Kilomètre : - Arnaud Tournant : 3e place, 1 min 00 s 896 - François Pervis : 6e place, 1 min 02 s 328. Course aux points : - Franck Perque : 10e place, 43 points. Keirin :' - Mickaël Bourgain : finale, 4e place. - Laurent Gané : éliminé en repêchages, non classé. Américaine : - Jérôme Neuville et Matthieu Ladagnous : Abandon. VTT Cross-country : - Julien Absalon : 1er place, 2 h 15 min 02 s - Jean-Christophe Péraud : 11e place, 2 h 20 min 59 s - Miguel Martinez : Abandon. | Route Course en ligne : - Jeannie Longo : 10e place. - Edwige Pitel : 32e place. - Sonia Huguet : 40e place. Contre-la-montre : - Jeannie Longo : 12e place. - Edwige Pitel : 20e place. Piste Course aux points : - Sonia Huguet : 12e place, 2 points. VTT Cross-country : - Laurence Leboucher : 8e place, 2 h 05 min 34 s |

### Équitation
| Mixte |
| --- |
| Saut d'obstacles individuel : - Eugénie Angot - Bruno Broucqsault - Éric Navet - Florian Angot Concours complet individuel - Arnaud Boiteau - Didier Courrèges - Cédric Lyard - Jean Teulère - Nicolas Touzaint Dressage individuel - Julia Chevanne-Gimel |

### Escrime
| Hommes | Femmes |
| --- | --- |
| Épée individuel : - Érik Boisse – 4e place - Fabrice Jeannet – quart de finale - Hugues Obry – 1er tour Fleuret individuel : - Brice Guyart : médaille d’or - Loïc Attely : 1/8 de finale - Erwann Le Péchoux : 1/8 de finale Sabre individuel : - Julien Pillet : 1/8 de finale - Gaël Touya : 1er tour - Damien Touya : 1er tour Épée par équipes : - Fabrice Jeannet, Jérôme Jeannet, · Hugues Obry : médaille d’or Fleuret par équipes : - Loïc Attely, Jean-Noël Ferrari, Brice Guyart : 5e place Sabre par équipes : - Julien Pillet, Damien Touya, Gaël Touya : médaille d’or | Épée individuel : - Laura Flessel : médaille d’argent - Maureen Nisima : médaille de bronze - Hajnalka Kiraly Picot 1/8 de finale Fleuret individuel : - Adeline Wuillème : quart de finale Sabre individuel : - Léonore Perrus : quart de finale - Anne-Lise Touya : 1/8 de finale - Cécile Argiolas : 1/8 de finale Épée par équipes : - Maureen Nisima, Hajnalka Kiraly Picot, · Laura Flessel : médaille de bronze |

### Gymnastique
| Hommes | Femmes |
| --- | --- |
| Artistique hommes : 9e place par équipes - Pierre-Yves Bény - anneaux : 6e place - Yann Cucherat – barres parallèles : 6e place - Benoît Caranobe - concours général :17e place - Dimitri Karbanenko - éliminé - Florent Marée - éliminé - Johan Mounard - éliminé Trampoline hommes : - David Martin : 8e place | Artistique femmes : 6e place par équipes - Émilie Le Pennec - barres asymétriques : médaille d’or - Émilie Le Pennec - concours général : 14e place - Marine Debauve – concours général : 7e place - Coralie Chacon - poutre : 8e place - Soraya Chaouch - éliminée - Camille Schmutz - éliminée - Isabelle Severino - éliminée |

### Handball
| Hommes | Femmes |
| --- | --- |
| Premier tour - France bat Brésil (31-17) - France bat Grèce (29-25) - France bat Hongrie (26-23) - France bat Égypte (22-21) - France bat Allemagne (27-22) Quart de finale : - Russie bat France (26-24) Match de classement (5-8): - France bat Espagne (29-27) Match de classement (5/6) : - France bat Grèce (33-15) L'équipe : - Joël Abati - Grégory Anquetil - Cédric Burdet - Didier Dinart - Jérôme Fernandez - Bertrand Gille - Guillaume Gille - Olivier Girault - Michaël Guigou - Nikola Karabatic - Guéric Kervadec - Daniel Narcisse - Thierry Omeyer - Yohann Ploquin - Jackson Richardson | Premier tour : - Danemark bat France (35-26) - France bat Espagne (27-20) - France bat Angola (29-21) - Corée du Sud bat France (30-23) Quart de finale : - France bat Hongrie (25-23) Demi-finale : - Corée du Sud bat France (32-31) Match pour la 3e place : - Ukraine bat France (21-18) L'équipe : - Stéphanie Cano - Sonia Cendier Ajaguin - Sandrine Delerce - Joanne Dudziak - Myriam Borg-Korfanty - Delphine Guehl - Sophie Herbrecht - Mélinda Jacques - Leïla Lejeune-Duchemann - Nodjialem Myaro - Valérie Nicolas - Véronique Pecqueux-Rolland - Raphaëlle Tervel - Estelle Vogein - Isabelle Wendling |
| 5e place | 4e place |

### Judo
| Hommes | Femmes |
| --- | --- |
| - Benjamin Darbelet (-60 kg) : battu en 1/16 de finale, non classé. - Larbi Benboudaoud (-66 kg) : battu en 1/32 de finale, non classé. - Daniel Fernandes (-73 kg) : battu dans le match pour la 3e place, 5e place. - Cédric Claverie (-81 kg) : battu en 1/32 de finale, non classé. - Frédéric Demontfaucon (-90 kg) : battu en 1/4 de finale de repêchage, non classé. - Ghislain Lemaire (-100 kg) : battu en 1/2 finale de repêchage, 7e place. - Mathieu Bataille (+100 kg) : battu en 1/32 de finale, non classé. | - Frédérique Jossinet (-48 kg) : battue en finale, 2e place. - Annabelle Euranie (-52 kg) : battue dans le match pour la 3e place, 5e place. - Barbara Harel (-57 kg) : battue dans le match pour la 3e place, 5e place. - Lucie Décosse (-63 kg) : battue en 1/4 de finale, 7e place. - Céline Lebrun (-78 kg) : battue dans le match pour la 3e place, 5e place. - Eva Bisséni (+78 kg) : battue en 1/16 de finale, non classée. |

### Lutte
| Femmes |
| --- |
| - Anna Gomis 55 kg : médaille de bronze - Lise Legrand 63 kg : médaille de bronze - Angélique Berthenet 48 kg : 4e |

### Natation
| Hommes | Femmes |
| --- | --- |
| Natation 50 m nage libre : - Frédérick Bousquet : 2e temps en série (22 s 24), éliminé en demi-finale (22 s 29), 12e place. - Julien Sicot : 6e temps en série (22 s 30), éliminé en demi-finale (22 s 26), 10e place. 100 m nage libre : - Romain Barnier : 7e temps en série (49 s 49), éliminé en demi-finale (49 s 63), 12e place. - Frédérick Bousquet : 5e temps en série (49 s 08), éliminé en demi-finale (49 s 25), 10e place. 200 m nage libre : - Nicolas Rostoucher : éliminé en série avec le 25e temps (1 min 50 s 96). 400 m nage libre : - Nicolas Rostoucher : éliminé en série avec le 12e temps (3 min 50 s 73). 1 500 m nage libre : - Nicolas Rostoucher : éliminé en série avec le 11e temps (15 min 13 s 56). 100 m dos : - Simon Dufour : 13e temps en série (55 s 76), éliminé en demi-finale (56 s 15), 16e place. - Pierre Roger : éliminé en série avec le 21e temps (56 s 07). 200 m dos : - Simon Dufour : 6e temps en série (1 min 59 s 52), 6e temps en demi-finale (1 min 58 s 96), 6e place lors de la finale (1 min 58 s 49). 100 m brasse : - Hugues Duboscq : 6e temps en série (1 min 01 s 15), 7e temps en demi-finale (1 min 01 s 17), 3e place lors de la finale (1 min 00 s 88). 200 m brasse : - Hugues Duboscq : éliminé en série avec le 25e temps (2 min 16 s 56). 100 m papillon : - Frédérick Bousquet : éliminé en série avec le 25e temps (53 s 63). - Franck Esposito : 8e temps en série (52 s 61), éliminé en demi-finale avec le 11e temps (52 s 88). 200 m papillon : - Franck Esposito : 7e temps en série (1 min 58 s 12), éliminé en demi-finale avec le 15e temps (1 min 59 s 00). 4 × 100 m nage libre : - Romain Barnier, Julien Sicot, Fabien Gilot et Amaury Leveaux : 7e temps en demi-finale (3 min 17 s 64) Relais qualifié - Romain Barnier, Julien Sicot, Fabien Gilot et Frédérick Bousquet : 7e place en finale (3 min 16 s 23). 4 × 200 m nage libre : - Amaury Leveaux, Fabien Horth, Nicolas Kintz et Nicolas Rostoucher : 8e temps en demi-finale (7 min 21 s 31). - Mêmes relayeurs en finale : 7e place lors de la finale (7 min 17 s 43). 4 × 100 m 4 nages : - Simon Dufour, Hugues Duboscq, Franck Esposito et Frédérick Bousquet : 6e temps en série (3 min 37 s 60). - Mêmes relayeurs en finale : 5e place lors de la finale (3 min 36 s 57). | Natation 50 m nage libre - Malia Metella : finale, 24 s 89 médaille d'argent 100 m nage libre - Malia Metella : finale, 54 s 50 (4e place) - Alena Popchanka : finale, 55 s 24 (8e place) 200 m nage libre - Solenne Figuès : finale, 1 min 58 s 45 médaille de bronze - Alena Popchanka : 1/2 finale (éliminée) 400 m nage libre - Laure Manaudou : finale, 4 min 05 s 34 médaille d'or 800 m nage libre - Laure Manaudou : finale, 8 min 24 s 96 médaille d'argent 100 m dos - Laure Manaudou : finale, 1 min 00 s 88 médaille de bronze - Alexandra Putra : séries (éliminée) 200 m dos - Alexandra Putra : séries (éliminée) 100 m papillon - Alena Popchanka : finale, 59 s 06 (7e place) - Malia Metella : 1/2 finale (éliminée) - Aurore Mongel : séries (éliminée) 200 m papillon - Aurore Mongel : 1/2 finale (éliminée) Relais 4 × 100 m nage libre : finale, 3 min 40 s 23 (5e place) Relais 4 × 200 m nage libre : séries (éliminées) Relais 4 × 100 m 4 nages : séries (éliminées) Plongeon 10 m femmes : - Claire Febvay éliminatoires, 33e place (éliminée) |

### Pentathlon moderne
| Hommes                                                                              | Femmes                                                                         |
| ----------------------------------------------------------------------------------- | ------------------------------------------------------------------------------ |
| - Sébastien Deleigne – 5 180 pts, 15e place - Raphaël Astier – 4 932 pts, 25e place | - Amélie Cazé – 5 144 pts, 11e place - Blandine Lachèze – 4 988 pts, 19e place |

### Taekwondo
| Hommes                                          | Femmes                                          |
| ----------------------------------------------- | ----------------------------------------------- |
| - Pascal Gentil : + de 80 kg médaille de bronze | - Myriam Baverel : + de 67 kg médaille d’argent |

### Tennis
| Hommes | Femmes |
| --- | --- |
| Simple messieurs : - Sébastien Grosjean : 1/4 de finale - Fabrice Santoro : 2e tour - Arnaud Clément : 2e tour Double messieurs : - Michaël Llodra - Fabrice Santoro : 1/4 de finale - Arnaud Clément - Sébastien Grosjean : 1er tour | Simple dames : - Amélie Mauresmo : médaille d’argent - Mary Pierce : 1/4 de finale - Nathalie Dechy : 1er tour Double dames : - Amélie Mauresmo - Mary Pierce : 2e tour - Nathalie Dechy - Sandrine Testud : 1/4 de finale |

### Tennis de table
| Hommes                                              |
| --------------------------------------------------- |
| Simple messieurs : - Patrick Chila : 1/16 de finale |

### Tir
| Hommes | Femmes |
| --- | --- |
| Pistolet 10 m - Franck Dumoulin Pistolet 50 m - Franck Dumoulin Plateaux, fosse olympique - Stéphane Clamens - Yves Tronc - Anthony Terras Skeet olympique - Anthony Terras | Carabine 10 m - Valérie Bellenoue - Laurence Brize Carabine 3 × 20 - Valérie Bellenoue - Laurence Brize Pistolet 10 m - Brigitte Roy Plateaux, fosse olympique - Stéphanie Neau |

### Tir à l’arc
| Hommes | Femmes |
| --- | --- |
| Individuel : - Franck Fisseux – 38e place - Jocelyn de Grandis – 51e place - Thomas Naglieri – 60e place Par équipes : - Jocelyn de Grandis, Franck Fisseux, Thomas Naglieri 10e place | Individuel : - Alexandra Fouace – 34e place - Bérangère Schuh – 43e place - Aurore Trayan – 59e place Par équipes : - Alexandra Fouace, Bérangère Schuh, Aurore Trayan 4e place |

### Triathlon
| Hommes | Femmes                                                |
| --- | ----------------------------------------------------- |
| - Frédéric Belaubre : 1 h 52 min 00 s 53 (5e place) - Carl Blasco : 1 h 53 min 20 s 16 (12e place) - Stéphane Poulat : 1 h 53 min 51 s 35 (14e place) | - Delphine Pelletier : 2 h 22 min 39 s 28 (44e place) |

### Voile
| Hommes | Mixte | Femmes |
| --- | --- | --- |
| 470 : - Nicolas Le Berre - Gildas Philippe Forty niner : - Stéphane Christidis - Marc Audineau Finn : - Guillaume Florent | Tornado : - Olivier Backes - Laurent Voiron Laser : - Félix Pruvot Classe star : - Pascal Rambeau - Xavier Rohart | Mistral : - Faustine Merret : médaille d’or 470 : - Nadège Douroux - Ingrid Petitjean Classe Europe : - Blandine Rouille Yngling : - Marion Deplanque - Anne le Helley - Elodie Lesaffre |

### Volley-ball
| Hommes |
| --- |
| Premier tour - Argentine bat France (3-0) - Serbie-Monténégro bat France (3-0) - France bat Pologne (3-0) - Grèce bat France (3-2) - France bat Tunisie (3-1) 5e de poule : éliminés                                                      |
| L'équipe - Stéphane Antiga - Philippe Barca-Cysique - Laurent Capet - Dominique Daquin - Loïc de Kergret - Sébastien Frangolacci - Frantz Granvorka - Hubert Henno - Oliver Kieffer - Vincent Montméat - Mathias Patin - Guillaume Samica |

 Beach volley
| Hommes                                                      |
| ----------------------------------------------------------- |
| - Stéphane Canet - Mathieu Hamel : 1/8 de finale (éliminés) |